# St Mary’s Bay (Kent)
St Mary’s Bay – wieś w Anglii, w hrabstwie Kent, w dystrykcie Folkestone and Hythe. Leży 43 km na południowy wschód od miasta Maidstone i 95 km na południowy wschód od centrum Londynu. Miejscowość liczy 6700 mieszkańców.